# アンドルー・デイヴィス (指揮者)

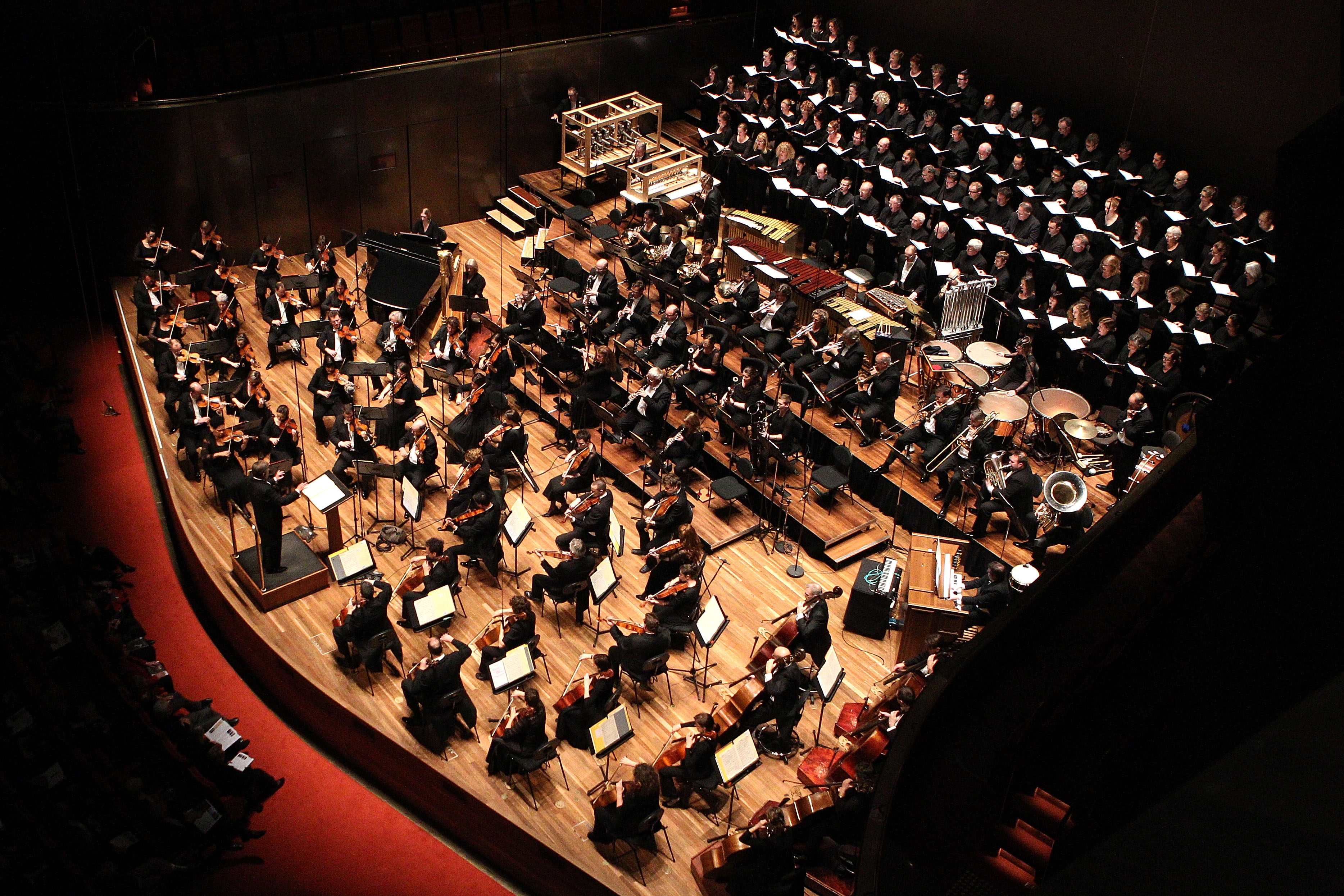
アンドルー・デイヴィス (指揮者)

サー・アンドルー・フランク・デイヴィス（Sir Andrew Frank Davis、1944年2月2日 - 2024年4月20日）は、イギリスの指揮者。エルガーやディーリアス、ヴォーン・ウィリアムズなどの近代イギリス音楽を得意とする。

## 人物・来歴
イングランド・ハートフォードシャー育ち。
1970年にBBC交響楽団を指揮してデビュー。1975年から1988年まで、トロント交響楽団音楽監督。1989年から2000年までBBC交響楽団の首席指揮者を務め、テルデック・レーベルにイギリス音楽シリーズをレコーディングした。2012年から2022年までメルボルン交響楽団首席指揮者。
オペラ指揮者としては、1988年にグラインドボーン音楽祭の音楽監督に就任。2000年から現在までシカゴ・リリック・オペラの音楽監督を務めている。
白血病との闘病の末、2024年4月20日にシカゴで死去。80歳没。